# 578

## Esdeveniments
- 26 de setembre - Constantinoble: Davant la incapacitat manifesta de Justí II, greument malalt, Tiberi II és proclamat emperador romà d'Orient.
- Osaka (Japó): Es crea l'empresa de construcció Kongō Gumi que funcionarà de manera continuada fins a 2006, essent la companyia més longeva del món.

## Necrològiques
- 5 d'octubre - Constantinoble: Justí II, emperador romà d'Orient.
- 31 d'agost - Constantinoble: Joan III, patriarca de la ciutat.
- Edessa (Síria): Jacob el Vell, bisbe de la ciutat.